# Skuter wodny

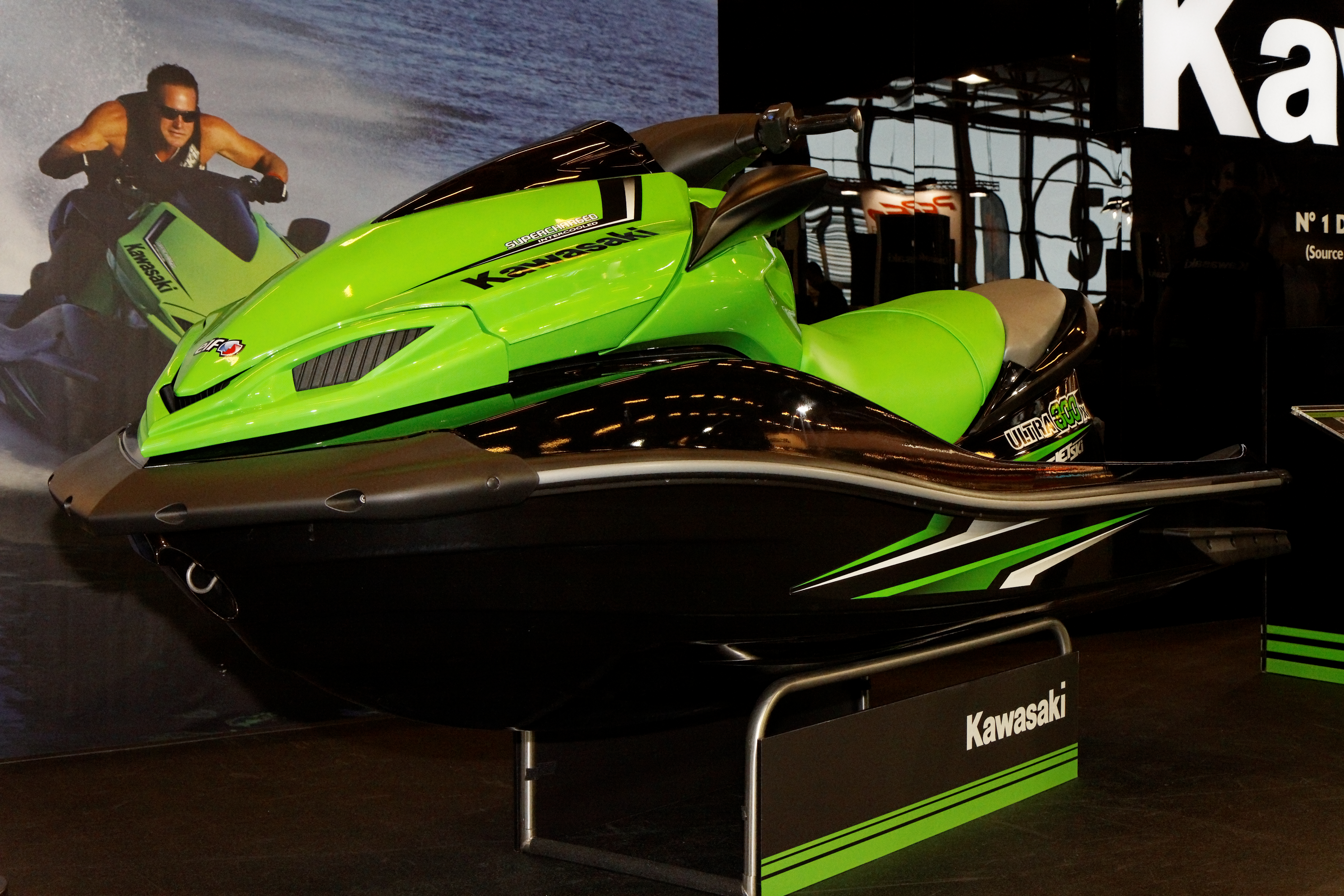
Kawasaki Ultra 300x

Skuter wodny – rodzaj motorówki 1-4 osobowej służącej do uprawiania rekreacji i sportu na wodzie. Cechą charakterystyczną jest pozycja pasażerów, którzy siedzą na wierzchu kadłuba, a nie we wnętrzu. Skuter wodny napędzany jest silnikiem, najczęściej spalinowym o kilkudziesięciu KM mocy, współpracującym z pędnikiem wodnoodrzutowym. Najszybsze modele skuterów osiągają prędkość około 60 węzłów (115 km/h).

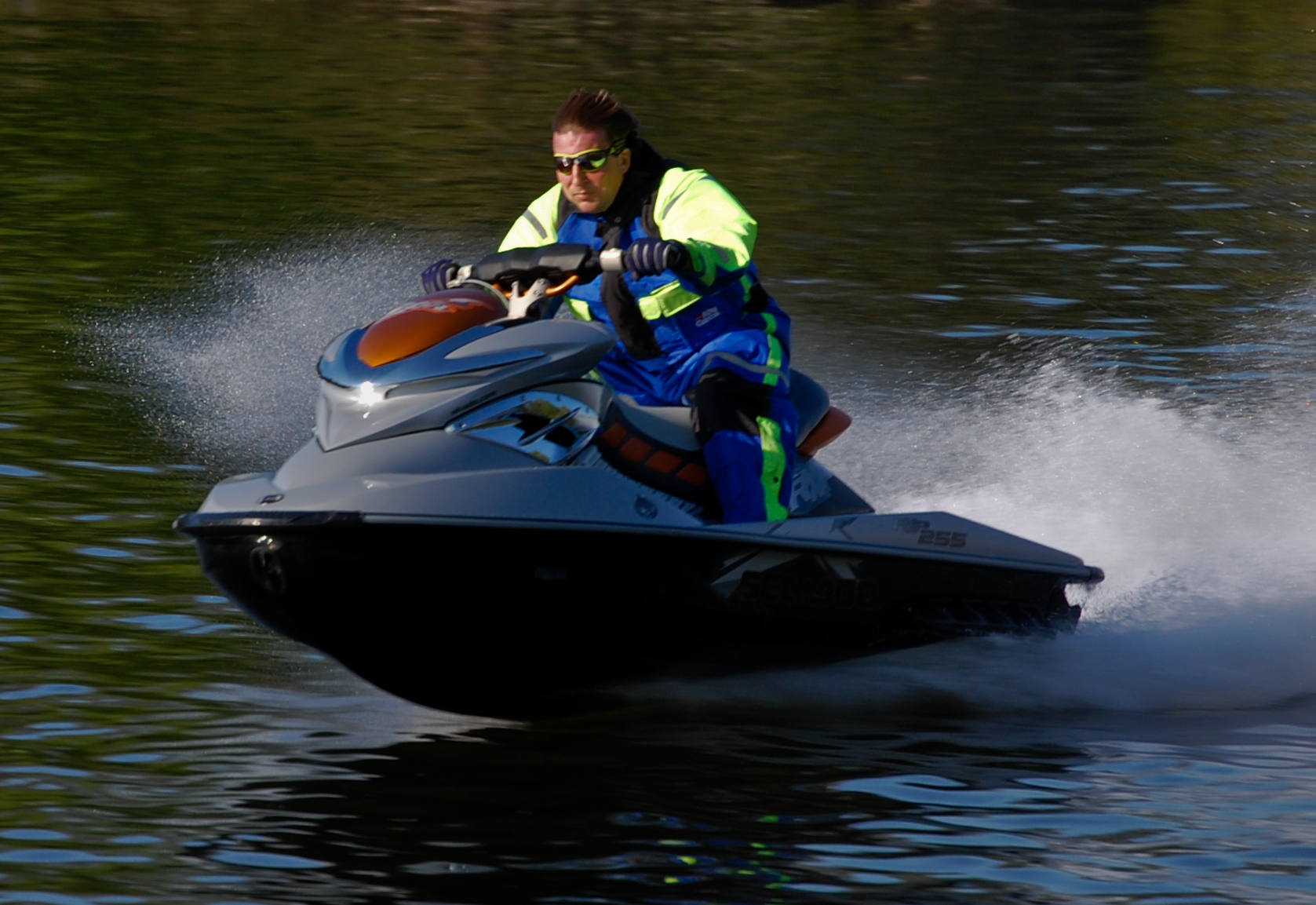
Skuter wodny marki Sea-Doo, model RXP 255 Producentem jest BRP (Bombardier Recreational Product)

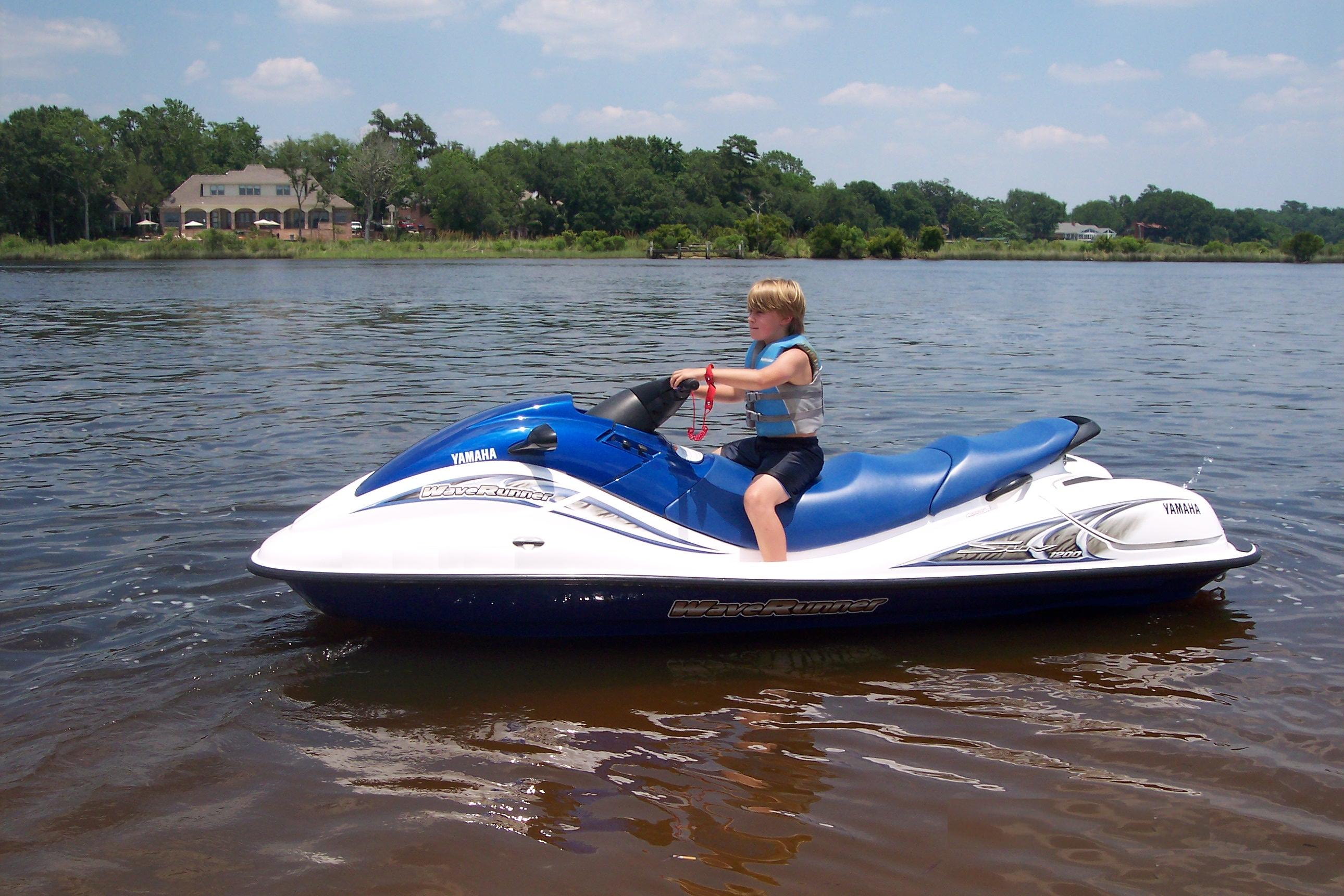
Skuter wodny Yamaha WaveRunner

W polskim prawie skuter wodny zdefiniowany jest jako: „mały statek o napędzie mechanicznym, przystosowany do przewozu jednej lub więcej osób, przeznaczony do ślizgów lub wykonywania ewolucji na wodzie”.